# Internetfernsehen
Mit Internetfernsehen (englisch Internet television, kurz Internet-TV bzw. Web-TV) wird die Übertragung von Fernsehprogrammen über das Internet bezeichnet. Abrufangebote (Video-on-Demand) gehören nicht dazu, obwohl sie häufig auf denselben Plattformen verfügbar sind.

## Technische Abgrenzung
Beim Internetfernsehen werden Streams über das weltweit zugängliche Internet übertragen. Internet Protocol Television (IPTV) ist dagegen nur in geschlossenen Netzen verfügbar. Internetfernsehen fehlt daher insbesondere die Zusicherung einer technischen Dienstgüte (Quality of Service), die im Fernseh- bzw. IPTV-Bereich vom Anbieter gewährleistet wird. Da Internetfernsehen das Internet als Transportweg nutzt und im World Wide Web angeboten wird, kann der Anbieter nur eine Übertragungsqualität nach dem „Best-Effort-Prinzip“ garantieren.
Aufgrund der unterschiedlichen Bandbreiten der Nutzer liegt die Übertragungsqualität bewusst außerhalb des Einflusses des Anbieters. Die Verantwortung für die Wahl geeigneter (kompatibler) Endgeräte und die Wahl eines geeigneten Internetzugangs liegt damit beim Nutzer. Die Verantwortung für die Verfügbarkeit der entsprechenden Infrastruktur liegt beim Internet-Serviceprovider, der die Daten als „Over-the-top content“ (ohne Inhaltskontrolle) im Rahmen seiner Leistungsbeschreibung durchleitet. Der Anbieter des Internetfernsehen trägt somit keine Verantwortung für den gesamten Übertragungsweg außerhalb seiner Serverinfrastruktur.
Zur Übertragung von Internetfernsehen wird eine Netzwerkverbindung vom Streaming-Server des Senders über das Internet zum Empfangsgerät des Zuschauers aufgebaut (Unicast). Dabei werden ganze Fernsehprogramme oder nur einzelne Videobeiträge (oft verschlüsselt mit DRM-Verfahren) mit Hilfe von Internetprotokollen übertragen (siehe Streaming Media).

## Beispiele
- Web-Fernsehangebote wie ARDmediathek, ZDFmediathek, Schweizer Radio und Fernsehen, Arte+7, eine wachsende Zahl lokaler bzw. regionaler Fernsehsender, die sonst nur im Kabel zu sehen wären (Livestream und/oder Mediathek), sowie dctp.tv
- Web-Fernsehübersichtsseiten wie sendungverpasst.de oder ganzefolgen.de
- P2PTV – Peer-to-Peer-Fernsehangebote sind: Livestation, SopCast.de, WiZiWiG.tv, mangaplustv.com
- Internetfernsehen über Serverstream: Teleboy, Waipu.tv, Wilmaa, Zattoo, Joyn, Netflix
- Sendungen oder Sender, die eigens für das Internet produziert werden: Rocket Beans TV, Ehrensenf, Rocketboom, GIGA, Kultur-Port.de und die Mehrzahl der Beiträge auf YouTube
- Hörfunksendungen oder Hörfunksender, die alternativ mit Bild im Internet ausgestrahlt werden: Radio Soundportal, The Young Turks
- Kein Internetfernsehen, sondern IPTV-Angebote sind: Telekom Entertain, Arcor IPTV, Alice/HanseNet TV, A1 Kabel TV der Telekom Austria und weitere vergleichbare Dienste kleinerer Netzanbieter

## Lizenzbeschränkungen
Die Angebotsauswahl einer Mediathek ist (neben den Kosten für die technische Infrastruktur) hauptsächlich von Fremdlizenzen abhängig, die nur für ein begrenztes Sendegebiet eingekauft werden und deshalb nicht weltweit gezeigt werden dürfen. Beispielsweise darf ein Spielfilm von einem Sender nur im lizenzierten Verbreitungsgebiet ausgestrahlt werden, was die weltweite Verbreitung im Internet ausschließt. Unproblematisch ist dagegen eigenproduziertes Material.
Einige Sender (hauptsächlich Spartenprogramme, aber auch einige Vollprogramme wie z. B. ServusTV) lizenzieren Fremdmaterial deshalb weltweit, um einen vollständigen Livestream realisieren zu können. Sender wie z. B. Phoenix verbreiten den eigenen Livestream lizenzabhängig mit Unterbrechungen. Informations- und Regionalsender sind hier im Vorteil, da die selbst erstellten Beiträge frei von Rechten Dritter sind und zugeliefertes Material hauptsächlich aus Werbung besteht oder aus Agenturbeiträgen, die meist ohne nennenswerte Mehrkosten weltweit verbreitet werden dürfen. Anders ist die Situation für Musikfernsehen wie z. B. YAVIDO, da die Rechte an den Videoclips hier ähnlich wie im Hörfunk pauschal oder nach Anzahl der gleichzeitigen Zugriffe abgerechnet werden. Einige Sender wie z. B. n-tv stellen dem Beginn des Livestreams einen Werbespot voran, um die zusätzlichen Kosten für die Infrastruktur (zumindest teilweise) zu refinanzieren.
Streamingangebote wie Zattoo umgehen die Lizenzproblematik durch Geotargeting, d. h., es werden nur Internetanschlüsse (IP-Adressen) innerhalb eines geografisch begrenzten Zielgebiets bedient, für die die Lizenzen unabhängig vom technischen Verbreitungsweg vorliegen. Beispielsweise können die Sender des Schweizer Fernsehens nur in der Schweiz abgerufen werden, das eigenproduzierte Informationsprogramm SF info jedoch zusätzlich auch in Deutschland, mit Ausnahme einzelner Sendungen, die z. B. durch Sportrechte auf die Schweiz beschränkt bleiben.

## Übertragungsverfahren
Die Übertragung von Internetfernsehen wird über Video-Streams realisiert, Grundlage dafür bieten die Technologien auf Basis von Streaming Media. Zur Übertragung von Internetfernsehen wird eine Netzwerkverbindung vom Streamingserver des Senders über das Internet zum Empfangsgerät des Zuschauers aufgebaut. Dabei werden ganze Fernsehprogramme oder nur einzelne Videobeiträge (oft verschlüsselt mit DRM) mit Hilfe des Internet-Protokolls übertragen (Videostreaming).
Internetfernsehen kann auch mit Hilfe einer Peer-to-Peer-Connection übertragen werden. Dabei kommen die Daten nicht von einem zentralen Server, sondern sie werden über ein Peer-to-Peer-Netz direkt von Nutzer zu Nutzer weitergegeben.

## Empfangsgeräte
Der große Vorteil des Internetfernsehens ist, dass es über viele Endgeräte empfangbar ist. Diese müssen lediglich über einen Internetanschluss und ein Video-Audio-Ausgabegerät verfügen. Dabei empfängt das Endgerät die Datenströme, teilt sie in Unterströme auf (Audio, Video, Daten usw.), dekodiert sie und leitet sie an die Video-Audio-Ausgabeeinheit weiter.
Folgende Endgeräte werden unterstützt (Auswahl):
- PC: In der Regel ist lediglich eine Softwareinstallation notwendig (z. B. LinuxMCE). Die Ausgabe ist via HDMI-Kabel oder WLAN auch an einen Fernseher möglich.
- Smartphones und Tabletcomputer sind Internet-TV-tauglich, gelegentlich jedoch nur über WLAN und nicht über Mobilfunknetze (3G/LTE/5G).
- Set-Top-Box: Dazu wird die Internet-TV Set-Top-Box im Allgemeinen auf der einen Seite an das Internet (Router) angeschlossen und auf der anderen Seite an die SCARTbuchse oder den HDMI-Eingang des Fernsehers.
- Spielkonsolen: Über den Internetanschluss (WLAN/LAN) werden die Signale von der Spielkonsole decodiert.
- Digitalsignale und andere Werbe- und Informationsanzeigesysteme. (Der Rückkanal wird selten verwendet.)
- Kiosksysteme, bei dem Videodaten angezeigt werden.

## Gebührenpflicht
Anfang Oktober 2012 entschied das deutsche Bundesverfassungsgericht in einem Grundsatzurteil, dass auch internetfähige Computer der Gebührenpflicht unterliegen. Durch die Einführung des haushaltsabhängigen ARD ZDF Deutschlandradio Beitragsservice werden diese Gebühren allerdings ohnehin unabhängig vom Vorhandensein von Endgeräten in einem Haushalt erhoben.

## Angebote und Anbieter
Die Angebotsvielfalt und die Anbieterzahl im Web-TV-Markt steigen stetig. Laut Web-TV-Monitor 2010 (eine Studie von Goldmedia im Auftrag der Bayerischen Landeszentrale für neue Medien) gab es in Deutschland im September 2010 rund 1.300 Web-TV-Sender. Die Hälfte aller Angebote (47 Prozent) stammt von den klassischen Medien. Rund ein Drittel aller Angebote (34 %) sind Web-TV-Sender, die ausschließlich für das Internet produziert wurden – sogenannte Internet-Only-Channels. Zum Web-TV-Markt gehören zudem Corporate-TV, Videoshopping-Portale, nichtkommerzielle Web-TV-Sender, Mediatheken und Video-Center, Video-Sharing-Plattformen sowie Kommunikations-Portale.
Auf den überwiegend kostenfreien Portalen (96 %) wurden 2010 laut Web-TV-Monitor 2010 täglich rund 150 Millionen Videos abgerufen, die meisten von Video-Sharing-Portalen wie YouTube.
Im Jahr 2012 ist die Anzahl der Web-TV-Sender auf 1424 angestiegen. Davon sind 45 Öffentlich-Rechtliche Anbieter (3 %). 86 % der Abrufe erfolgten aus Deutschland, 14 % aus dem Ausland. 23 % der gesamten Web-TV-Abrufe erfolgten über mobile (18 %) oder über mit dem TV-Gerät verbundene Endgeräte (5 %).
Internetfernseh- und IPTV-relevante Marktzahlen: siehe IP-TV, Abschnitt Einige IPTV-relevante Marktzahlen